# Worcester (Massachusetts)
Worcester (ˈwʊstərⓘ) – miasto położone w hrabstwie Worcester (ang. Worcester County), w centralnej części stanu Massachusetts, Stany Zjednoczone, znane jako Serce Wspólnoty (ang. Heart of the Commonwealth). W ostatnich latach ludność gwałtownie wzrosła, a ponad jedną piątą stanowią osoby urodzone za granicami Stanów Zjednoczonych, głównie z Wietnamu, Ghany, Dominikany i z Brazylii. 
Znajduje się około 60 kilometrów na zachód od Bostonu i tyle samo na północ od Providence.

## Historia
Na terenie tego regionu żyło plemię Nipmuc, kiedy pierwsi osadnicy z Europy przybyli w 1670 roku i stworzyli osadę zwaną (Quinsigamond Plantation). Osada zmieniła nazwę w 1684 na Worcester, przypuszczalnie ku czci miasta Worcester, w Anglii, na złość królowi Karolowi II, który poniósł klęskę w bitwie pod Worcester w 1651. Napady plemienia Nipmuc zmusiły dwukrotnie osadników do ucieczki. Pierwsza, stała, kolonizacja nastąpiła w 1713. Osada powstała w 1722 a prawa miejskie otrzymała w 1848. Największy rozwój przemysłowy nastąpił po otwarciu kanału Blackstone w 1828, łączącego Worcester z Providence, Rhode Island.
Worcester odegrało ważną rolę w rozwoju politycznym Stanów Zjednoczonych. W czasie rewolucji amerykańskiej (1775–1783), była domem pamflecisty Isaiah Thomas, którego wypowiedzi pomogły zjednoczyć się wobec angielskiego panowania. Miasto było bardzo aktywne podczas "Shays' Rebellion" (1786–1787), buntowi przeciwko nadmiernego opodatkowaniu gruntów, który był zachętą do tworzenia Konstytucji Stanów Zjednoczonych. Mieszkańcy byli także zwolennikami początku ruchów reformatorskich, takich jak zniesienie niewolnictwa w Stanach Zjednoczonych. Pierwsza krajowa Ruchu Praw Kobiet odbyła się w Worcester w 1850 roku na który przybyło około 1000 osób.

## Gospodarka
W mieście rozwinął się przemysł materiałów budowlanych, maszynowy, metalowy, elektrotechniczny, włókienniczy, odzieżowy, obuwniczy, papierniczy, szklarski, precyzyjny oraz materiałów ściernych.

## Demografia
Spis ludności w 2020, (populacja 206 518), czyni go drugim co do wielkości miastem w Nowej Anglii, po Bostonie. Skład rasowy wyglądał następująco:
- biali nielatynoscy – 53,6%
- Latynosi – 23,9%
- czarni lub Afroamerykanie – 12,7%
- rasy mieszanej – 9,8%
- Azjaci – 6,8%
- rdzenni Amerykanie – 0,5%.

W 2021 roku, w mieście było 6,7 tys. osób pochodzenia polskiego.

## Religia
- Parafia Matki Boskiej Częstochowskiej

## Sport
- Worcester Sharks - klub hokejowy

## Polskie ośrodki
- Polish Naturalization Independent Club

## Prasa
- Worcester News – dziennik (ang.)
- Worcester Standard – tygodnik (ang.)

## Miasta partnerskie
- Wielka Brytania: Worcester
- Grecja: Pireus
- Rosja: Puszkin
- Izrael: Afula